# るぴなす
るぴなすは、宮崎カーフェリー（初代）、日本カーフェリーが運航していたフェリー。

## 概要
宮崎カーフェリーの第二船として林兼造船下関造船所で建造され、1971年12月に神戸 - 日向航路に就航した。
1975年11月、台湾カーフェリーに売却され、花蓮として就航した。
1983年9月9日、昭和58年台風第9号（Ellen）による荒天で座礁、全損となった。 

### 航路
宮崎カーフェリー（→日本カーフェリー）
- 神戸港（東神戸フェリーセンター） - 細島港

はまゆうと2隻で運航された。本船の就航により、日本カーフェリーから用船していたはいびすかすは返却された。
台湾カーフェリー
- 基隆港 - 花蓮港[3]

## 設計
はまゆうの同型船である。

## 船内

### 船室
- 特等室（60名）
- 一等室（214名）
- 二等室（668名）
- ドライバー室（36名）